# Gonzalo Guerrero

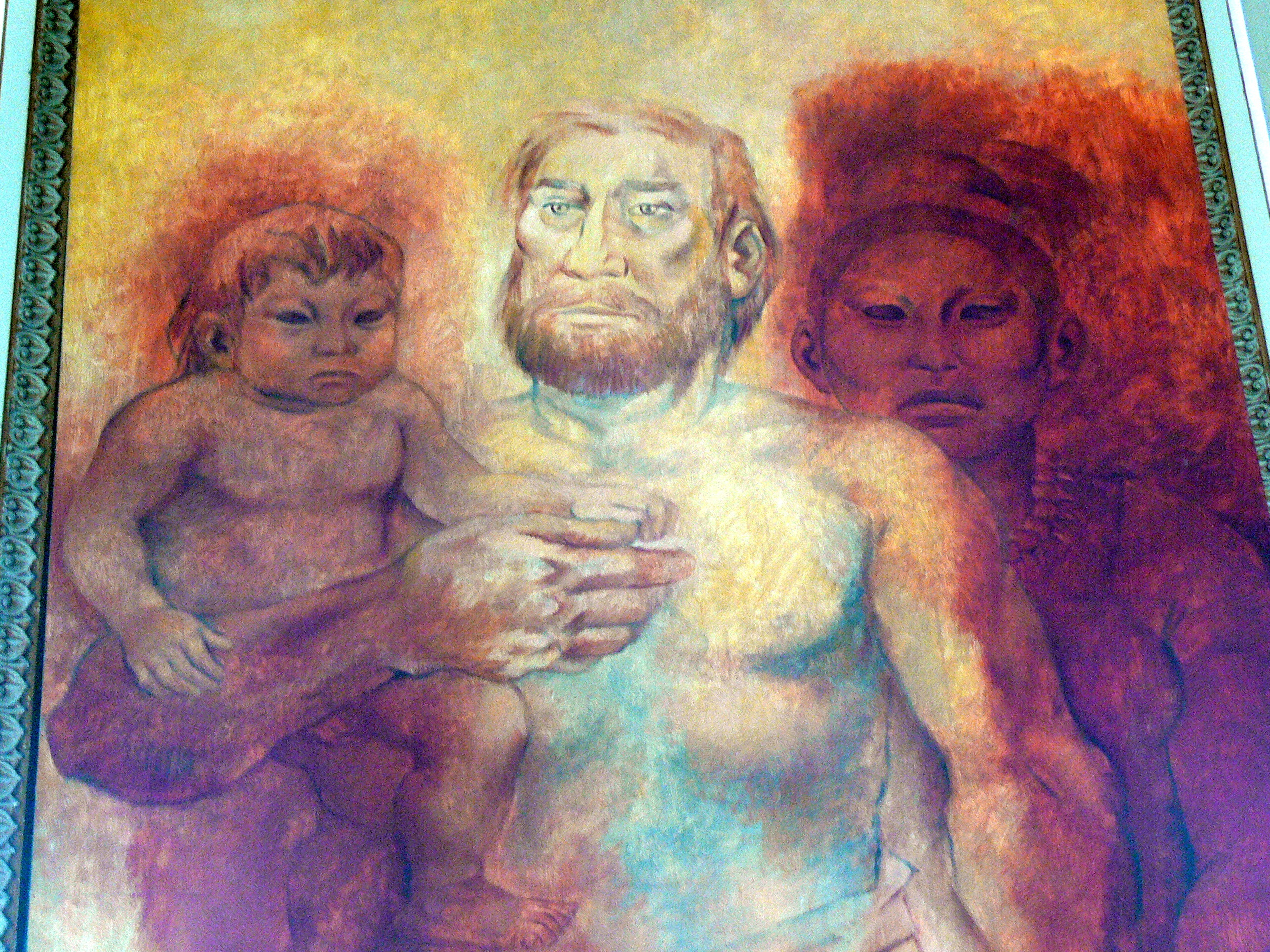
Gonzalo Guerrero, Wandgemälde in Mérida, Yukatan

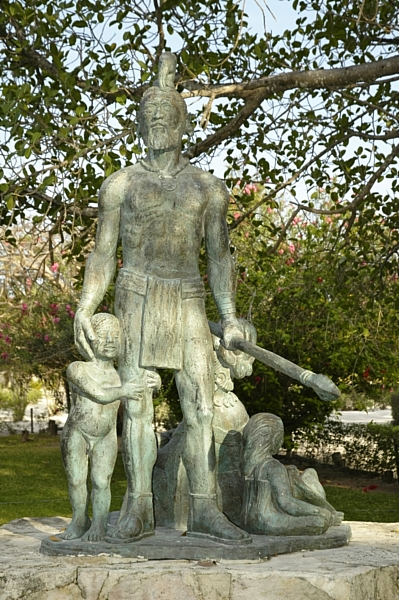
Gonzalo Guerrero, Bronzestatue in Akumal, Quintana Roo

Gonzalo Guerrero (* vor 1500; † vermutlich 1536) war ein spanischer Schiffbrüchiger, der mehrere Jahre bei Maya auf der Halbinsel Yucatán lebte. Guerrero, der sich mit anderen Überlebenden eines Schiffbruchs an Land rettete und von Maya gefangen genommen wurde, gilt als der erste Vater von Kindern europäischer und indigener Herkunft auf dem amerikanischen Festland. Daten und Details über sein Leben vor diesem Schiffbruch sind kaum bekannt; die zeitgenössischen Quellen sind knapp und widersprüchlich. Guerrero war vermutlich Seemann von Beruf und stammte aus dem spanischen Palos de la Frontera. Auch der Name wird unterschiedlich angegeben: Der erste Chronist, der einen Namen nennt, Gonzalo Fernández de Oviedo, spricht von einem Gonzalo, Marinero nach seiner vermutlichen Tätigkeit. In einem zeitgenössischen Schreiben wird er 1536 als Gonçalo Aroca bezeichnet. Hernán Cortés nennt vor der kaiserlichen Audiencia den Namen Morales und der Chronist Salazar bringt als einziger die Namenskombination Fulano de Morales ins Spiel. Bis auf diese Ausnahme wird sein Vorname jedoch stets einheitlich als Gonzalo angegeben.

## Leben
Zu Kindheit und Jugend sind keine Daten und Quellen bekannt. Im Jahre 1511 verließ er an Bord eines Schiffes den Golf von Urabá im heutigen Kolumbien. Ziel war der Hafen von Santo Domingo. Den Hintergrund für diese Fahrt bildeten Streitigkeiten um den Führungsanspruch unter den ersten Siedlern auf dem Gebiet des heutigen Panama und Kolumbien. Der Kapitän des Schiffes, Juan de Valdivia, war ein Vertrauter des Abenteurers Vasco Núnez de Balboa, der die beiden designierten Gouverneure Enciso und Nicuesa abgesetzt hatte und selbst den Titel für sich beanspruchte. Das Schiff Gonzalos lief unterwegs auf Grund und kam nicht mehr frei. Die Schiffbrüchigen gelangten in einem Beiboot in der Drift des Nordäquatorialstroms nach etwa zwei Wochen an die Küste des heutigen Quintana Roo in Mexiko, das damals von den Spaniern noch nicht entdeckt war.
Dort wurden die Überlebenden von den einheimischen Maya gefangen genommen. Fünf von ihnen wurden angeblich sofort als Menschenopfer den Göttern dargebracht. Den restlichen Überlebenden gelang die Flucht. Später wurden sie erneut, allerdings von anderen Maya gefangen genommen und als Sklaven auf verschiedene Siedlungen verteilt. Nur zwei überlebten die folgenden Jahre der Gefangenschaft: Gerónimo de Aguilar, ein junger Priesterschüler und Träger der niederen Weihen, und Gonzalo Guerrero.
Während Aguilar acht Jahre lang Sklave blieb, integrierte sich Gonzalo Guerrero in die Strukturen der Maya-Gesellschaft, wurde verheiratet, gründete eine Familie und stieg, den späteren Aussagen Aguilars gemäß, in den Rang eines Kriegshauptmannes auf.
Der erste Kontakt der Maya mit den spanischen Konquistadoren ergab sich im Jahr 1517, als drei Schiffe unter dem Kommando von Francisco Hernández de Córdoba beim Kap Catoche, der Nordostspitze Yukatans landeten. Dabei gerieten sie in einen Hinterhalt und wurden vertrieben. Allerdings nahmen sie zwei Gefangene, die später auf Kuba aussagten, unter ihnen lebten mehrere schiffbrüchige Spanier.
Als Hernán Cortés 1519 auf der Yukatan vorgelagerten Insel Cozumel landete, ließ er diesen Männern durch einheimische Händler eine Nachricht zukommen. Daraufhin fand Gerónimo de Aguilar zu ihm. Nach dessen Aussagen soll Gonzalo Guerrero es nicht nur vorgezogen haben, bei den Maya zu bleiben, sondern soll auch für den Angriff auf die Männer Córdobas, zwei Jahre zuvor, verantwortlich gewesen sein.
1528 will der Konquistador Francisco de Montejo in der Bucht von Chetumal, mehr als dreihundert Kilometer südlich des Kap Catoche, mit Gonzalo Guerrero Briefe gewechselt haben. Dabei schreibt er ihn jedoch nur mit seinem Vornamen an, der Nachname bleibt auch hier unbestätigt. Bei dieser Gelegenheit soll dieser es erneut abgelehnt haben, zu den Spaniern zurückzukehren. Dieser Briefverkehr ist nicht erhalten, sondern wurde durch Dritte, die selbst nicht dabei waren, mit großem zeitlichen Abstand, mündlich an den Chronisten Oviedo überliefert.
In der gleichen Gegend erfuhr ein weiterer Eroberer, Alonso Dávila, im Jahr 1531 beim Verhör Kriegsgefangener, Gonzalo sei bereits verstorben.
Allerdings erwähnt der Gouverneur von Honduras, Anton de Cereceda, in einem Schreiben aus dem Jahr 1536 im Zusammenhang mit einer Schlacht gegen Einheimische, den Tod eines „Gonçalo Aroca (...) welcher derjenige sei der unter den Indios der Halbinsel Yukatan zwanzig Jahre oder mehr gelebt habe und derselbe (sei) von dem es heißt er habe den Adelantado Montejo besiegt...“ dieser Mann sei herbeigeeilt „...um die Aufständischen von hier zu unterstützen mit einer Flotte von fünfzig Kanus (...) und man fand diesen Spanier der getötet worden war entkleidet und am Körper gemustert nach der Art und Weise der Indios...“ Aller Wahrscheinlichkeit nach handelt es sich dabei um den fünf Jahre zuvor Totgesagten.

## Moderne Rezeption
Die Person des Gonzalo Guerrero wird im modernen Mexiko als „Padre del Mestizaje“, als Vater der Vermischung europäischer Einwanderer mit der einheimischen Bevölkerung gesehen und gefeiert. Von Bedeutung dabei ist insbesondere, dass seine Nachkommen, die ersten Mestizen Mexikos, einer legitimen Verbindung entstammten und nicht den zahlreichen Vergewaltigungen und Nötigungen durch die Eroberer, für die in Mexiko der belastete Begriff „Hijos de Chingada“ (Kinder der Schande) kursiert. Dies hatte den späteren Nobelpreisträger Octavio Paz zu seinem berühmten Essay „Das Labyrinth der Einsamkeit“ inspiriert und vor diesem Hintergrund versteht sich auch die enorme Bedeutung der Figur des Gonzalo Guerrero in Mexiko. So finden sich zahlreiche Denkmäler und Wandbilder zu seinen Ehren, zum Beispiel in Mérida, der Hauptstadt des mexikanischen Bundesstaates Yucatán. Auch eine Lagune und eine Ortschaft, zahlreiche Schulen, Kindergärten, Wohngebiete und Plätze sind nach ihm benannt und selbst in der Hymne des Bundesstaates Quintana Roo wird er genannt. Auch ist er der Held zahlreicher, hauptsächlich mexikanischer Romane und historischer Essays sowie wissenschaftlicher Arbeiten. In den 1970er Jahren tauchten mehrere Dokumente auf, die vorgeblich Autobiographien Guerreros enthielten, aber als moderne Fälschungen nachgewiesen werden konnten.
Über die hier aufgezeigte dünne Quellenlage hinaus kursieren zahlreiche, zum Teil auf den Fälschungen beruhende Informationen, die historisch nicht haltbar sind. So soll er der Schwiegersohn eines Nachancan genannten Fürsten von Chetumal gewesen sein. Auch diverse Namen seiner Frau und deren Status als Priesterprinzessin entstammen ungesicherten Quellen, die teilweise erst im späten 19. Jahrhundert auftauchten.

## Literarische Bearbeitungen
- Hanna Klose-Greger: Kommst du wieder Federschlange? Prisma Verlag Zenner und Gürchott, Leipzig 1966.
- Peter Danziger: Die gefiederte Schlange. Bastei Lübbe, Bergisch Gladbach 2001, ISBN 3-404-14577-1.